# チェルヴェニ (ミンスク州)
座標: 北緯53度42分28秒 東経28度25分56秒 / 北緯53.70778度 東経28.43222度

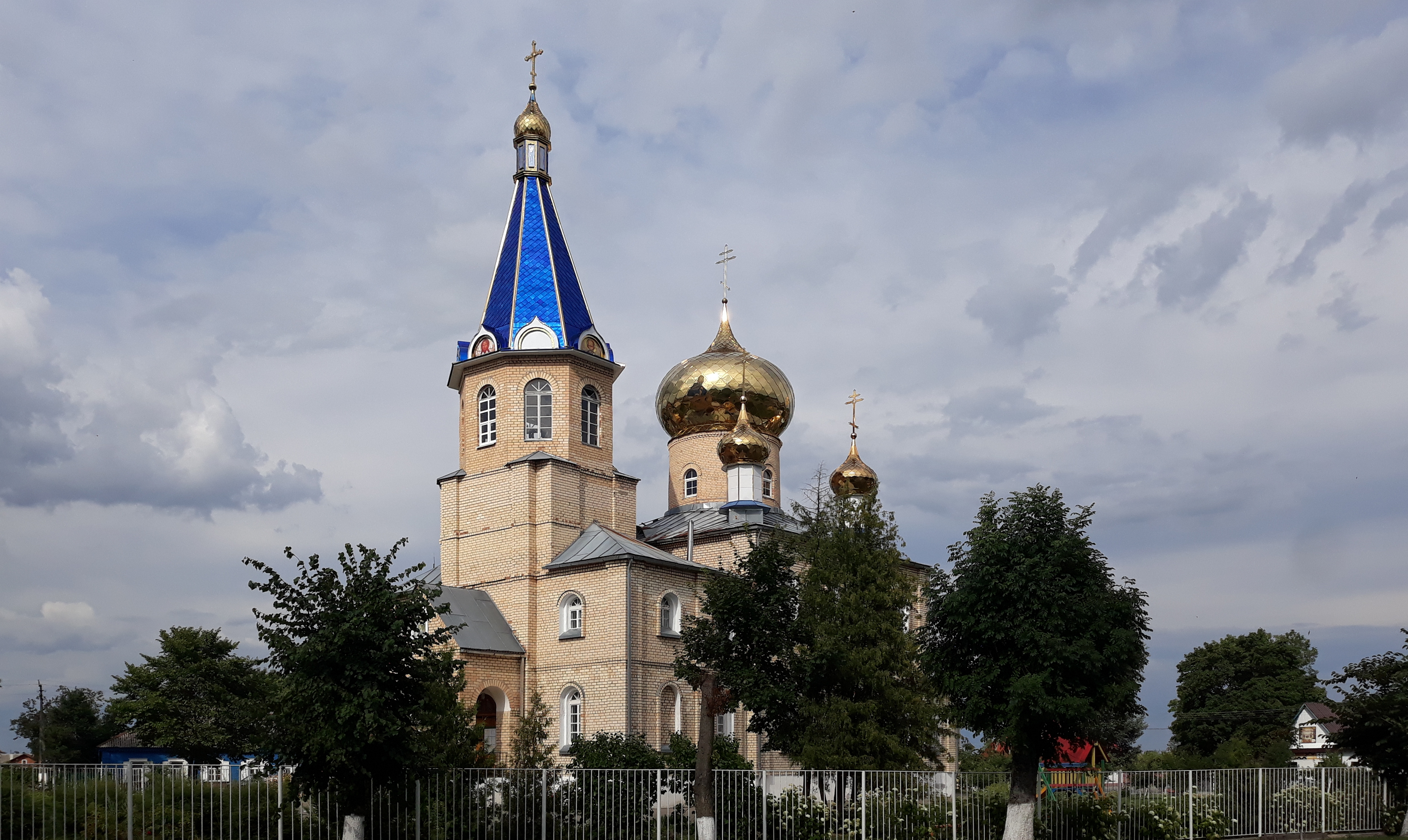
St. Nicholas' Church in Červień (2019)

チェルヴェニ（ベラルーシ語: Чэрвень）はベラルーシ・ミンスク州の市（ホラド）である。チェルヴェニ地区(ru)の行政中心地。

## 地理
州都ミンスクからみて南東に64kmの位置にある。またミンスクとマヒリョウを結ぶ幹線道路М4(ru)が付近を通る。鉄道路線としては、ミンスクとアシポヴィチを結ぶ路線のプハヴィチ駅(ru)が最も近い。
市内をチェルヴェンカ川（旧称イフメンカ川）が流れる。

## 人口
人口の変遷（概数を含む）は以下のとおりである。
- 1897年：4573人
- 1907年：5390人[1]
- 1939年：6400人
- 1959年：8200人
- 1970年：10200人
- 1991年：11600人[2]
- 2006年：10100人
- 2016年：9718人[3]

## 歴史
1923年まで、チェルヴェニはイフメン（ロシア語：イグメン。以下、属する国家にかかわらず便宜上イグメンと記載する。）という名称だった。イグメンに関する最初の言及は1387年の記録である。
15世紀前半、イグメンはリトアニア大公国のKęsgailos家(ru)の所領であり、1447年からヴィリニュス司教(lt)領となった。行政区画上は14世紀半ばよりポーランド・リトアニア共和国のミンスク県に属した。
1793年にロシア帝国領となると、メステチコ（大村）からゴロド（市）へと昇格し、イグメン郡(ru)の行政中心地となった。20世紀に入りソビエト連邦が成立すると、ライオン（地区）の行政中心地となった。1923年にチェルヴェニに改称された。
第二次世界大戦が始まると、1941年にナチス・ドイツ軍に占領された。在住のユダヤ人はゲットー（チェルヴェニ・ゲットー(ru)）に送られ、1942年2月に全て殺害された。
ソビエト連邦の崩壊を経てベラルーシとなり、現在に至る。

## 出身者
- レフ・シチェルバ - 言語学者
- ヴァレリー・シャリー(ru)[注 2] - 重量挙げ選手。モントリオールオリンピック金メダリスト
- オレグ・ノヴィツキー - 宇宙飛行士